# Harry Potter y el cáliz de fuego (videojuego)
Harry Potter y el cáliz de fuego (título original en inglés: Harry Potter and the Goblet of Fire) es un videojuego producido por Electronic Arts que fue oficialmente lanzado a la venta el 11 de noviembre de 2005, exactamente una semana antes de que se estrenará la película (la cuarta en toda la serie Harry Potter). El juego, como también la película, están basados en Harry Potter y el cáliz de fuego, novela de J. K. Rowling y sus más fuertes lanzamientos son para PlayStation 2, Xbox, GameCube, PC, PlayStation Portable y Nintendo DS.
El juego permite jugar con cualquiera de los tres protagonistas de la historia (Harry Potter, Hermione Granger y Ron Weasley). 
A diferencia de otras versiones, en este videojuego no se podrá ir con total libertad por el castillo de Hogwarts, sino que el jugador se verá limitado a diversos lugares que tendrá que seleccionar en un menú aparte, y en cada uno se tendrá que pasar ciertos obstáculos y retos.
Tiene una jugabilidad tanto en modo multijugador como para un solo jugador. En caso de estar en modo de un jugador, los dos otros personajes serán controlados por una potente inteligencia artificial.
También tiene un nuevo sistema para encantamientos y hechizos que permite al jugador hacer hechizos en conjunto hasta con los tres personajes dichos. La posibilidad de hacer hechizos/encantamientos de tal forma, tiene un fin de hacer al hechizo/encantamiento más poderoso. Así se podrán por ejemplo levantar rocas de considerable tamaño, etc.
Además cuenta con las ya famosas grageas Bertie Bott de Todos los Sabores, que cumplen diversas funciones. Su principal función es de hacer las veces de moneda. Teniendo varias de éstas, se podrán comprar cromos, y así mejorar diversas características de Harry, Ron o Hermione, tales como tener más resistencia, más potencia en hechizos, entre otras.

## Gráficos
Este apartado tiene carencias por los cuatro puntos cardinales. Tanto en animaciones como en gráficos y opciones de configuración.
El título tiene una única resolución y no nos permite cambiarla para poder aprovechar las mejoras gráficas que puede ofrecer una computadora actual. Al igual que tampoco se podrá aplicar el antialias ni el filtrado anisótropo a las texturas. En las animaciones tenemos una de cal y otra de arena. Hay bastantes y variadas: subir un bloque, correr, andar, caerse al ser golpeado... Pero no siempre se reproducirán bien; así, podemos observar a nuestro mago correr por el aire al caerse de una plataforma a otra inferior o subirse a un bloque estando el mismo fuera de nuestro alcance. Además de esto, en algunas ocasiones veremos cómo el personaje traspasa en parte, como un brazo, algún elemento estático.

## Música y sonido
La música tiene como objetivo acentuar o difuminar la tensión en un determinado momento con diferentes melodías. Aunque todas tienen el mismo corte épico/mágico, se pueden diferenciar con facilidad y no se hacen muy repetitivas. 
A su vez, los sonidos están bien realizados y hay una gran variedad de ellos, desde el fuego hasta el caer de una roca, pasando por los gruñidos de algunos bichos o el lanzamiento de conjuros.
En la edición española tendremos a las voces originales de la película, frecuentemente haciendo algún que otro comentario a medida que transcurre el juego.

## Hechizos y encantamientos
- Accio: Atrae objetos como grageas y golosinas, escudos trimagos, etc que se encuentren cerca de ti.

- - Wingardium Leviosa: Se lanza a rocas, calderos y otros objetos con el fin de moverlos, tirarlos o apilarlos. También puede ser usado para elevar y lanzar a enemigos.
  - Carpe Retractum: Usado para retraer/tirar diversos objetos en el juego.
  - Aqua Eructo: Similar a Aguamenti (usado en el sexto libro), crea agua para extinguir/apagar fuego.
  - Herbivicus: Hace crecer flores y plantas. Con ellas se puede hacer un paso sobre el agua, haciendo un camino de camalotes.

- Hechizos: Todos ellos usados para derrotar a monstruos (Dugbobs, Erklings, Skrewts, etc.) o para conseguir grageas Bertie Bott de postes.
  - Depulso (hechizo de ataque normal)
  - Orbis
  - Avifors
  - Orchideous
  - Melofors
  - Vermiculus (es lo que pone en el menú de Hechizos, pero en realidad es Gusarajus)
  - Pullus
  - Lapifors
  - Ebublio
  - Patolifors
  - Inflatus